# Vanilla chalotii
Vanilla chalotii ist eine Pflanzenart aus der Gattung Vanille (Vanilla) in der Familie der Orchideen (Orchidaceae). Sie wächst als Kletterpflanze in Westafrika.

## Beschreibung
Vanilla chalotii ist eine immergrüne Kletterpflanze mit schlankem, biegsamem Spross. Die Blätter werden etwa sieben Zentimeter lang und 1,1 Zentimeter breit. Die Blattform ist sehr schmal eiförmig bis linealisch, das Blatt endet sehr lang ausgezogen und spitz.
Der Blütenstand trägt nur eine einzelne Blüte. Das dorsale Sepal ist etwa 2,8 Zentimeter lang und 0,8 Zentimeter breit, die seitlichen Sepalen sind etwas kürzer und breiter. Alle drei sind bauchig, nicht gekielt, sie enden spitz. Die Petalen sind ebenso groß wie das dorsale Sepal, auf der Außenseite gekielt, leicht asymmetrisch geformt. Die 1,7 Zentimeter lange Lippe ist dreilappig, der mittlere Lappen ist klein und nach unten gebogen. In der unteren Hälfte ist die Lippe bauchig, der vordere Rand ist gewellt. Die Spreite ist am Grund mit haarigen und warzigen Schwielen besetzt, in der Mitte ist sie behaart. Die Säule ist im Querschnitt halbkreisförmig mit leicht verbreiterten, gekerbten Rändern, sie ist komplett von der Lippe verdeckt.

## Verbreitung
Vanilla chalotii kommt in Westafrika in Gabun und Äquatorialguinea in Höhenlagen von 400 bis 1200 Meter vor. Sie besiedelt immerfeuchte Wälder, in höheren Lagen auch Gebüsche aus Clappertonia polyandra.

## Systematik und botanische Geschichte
Vanilla chalotii wurde 1909 von Achille Eugène Finet erstmals beschrieben. Das Artepithet wird gelegentlich chalottii geschrieben.
Innerhalb der Gattung Vanilla wird Vanilla chalotii in die Untergattung Xanata und dort in die Sektion Thethya, die sämtliche Arten der Paläotropis enthält, eingeordnet. Finet verglich sie mit Vanilla crenulata (ein Synonym von Vanilla africana). Nach Portères ähnelt sie einerseits asiatischen Arten wie Vanilla griffithii, andererseits bestehen Ähnlichkeiten zu weiteren afrikanischen Arten wie Vanilla nigerica, Vanilla seretii und Vanilla imperialis. Soto Arenas und Cribb bestätigen die Verwandtschaft zu Vanilla nigerica und Vanilla seretii, ordnen die anderen genannten Arten aber nicht in die nähere Verwandtschaft von Vanilla chalotii ein.